# 72 Feronia
72 Feronia eller 1927 TK är en ganska stor asteroid upptäckt 29 maj 1861 av astronomen C. H. F. Peters i Clinton, New York. Asteroiden har fått sitt namn efter Feronia, en gudinna inom romersk mytologi.
Dess yta är mörk och består troligtvis av karbonater.